# Michal Navrátil
Michal Navrátil (21. srpna 1861 Kondrac – 3. října 1931 Praha) byl český právník, úředník pražského magistrátu a spisovatel. Proslavil se především jako autor a vydavatel životopisů významných osobností (např. 	Almanach československých právníků, Almanach českých lékařů, Almanach sněmu království Českého, Čeští lékaři v Americe). Psal rovněž cestopisné a místopisné publikace a věnoval se dobročinnosti.

## Život
Narodil se 21. srpna 1861 v Kondraci pod Blaníkem v učitelské rodině. Studoval akademické gymnázium v Praze, poté v Linci a nakonec práva ve Vídni a Paříži.
Nejprve pracoval jako učitel a vychovatel v několika šlechtických rodinách. V roce 1888 se stal tajemníkem Gustava Eima, vídeňského redaktora Národních listů, a do tohoto deníku rovněž přispíval články, zejména o životě vídeňských Čechů. Roku 1893 přijel do Prahy, kde se stal sekretářem na magistrátě. Roku 1906 byl nucen se vzdát místa pro nervovou chorobu a od té doby se věnoval převážně spisovatelství (viz níže) a dobročinnosti.
Finančně podporoval nadějné studenty a umělce. Byl jmenován členem řady kulturních institucí, např. Matice české, Svatoboru, Společnosti Národního muzea, Sboru pro povznesení řeči a literatury české aj.
Trpěl cukrovkou. Krátce před sedmdesátými narozeninami, 15. srpna 1931, byl převezen z Karlových Varů do vinohradské nemocnice, kde mu byla 1. září amputována noha. Po dalších dvou týdnech nastaly komplikace, jejichž následkem v 3. října v nemocnici zemřel. Pohřben byl na Bubenečském hřbitově.

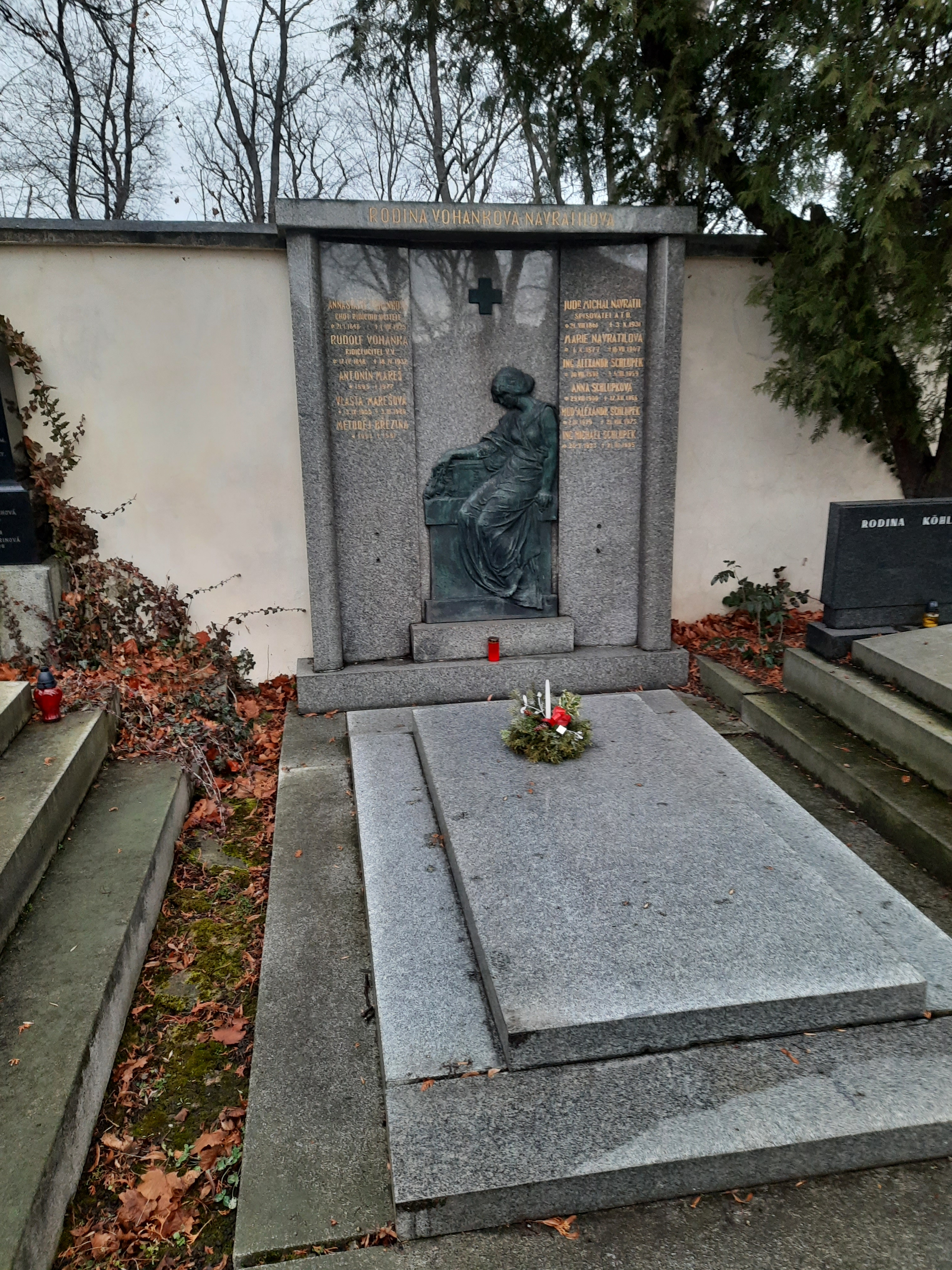
Hrobka rodiny Michala Navrátila na Bubenečském hřbitově

Byl oceňován jako vynikající spisovatel, kulturní pracovník a nadšený český vlastenec se zásluhami o rozvoj národních kulturních organizací. Současníci rovněž oceňovali jeho neúnavnou pracovitost a ochotu publikovat.

## Dílo
V literatuře se orientoval na místopisnou a životopisnou tvorbu. Napsal asi 5000 biografií významných osobností, se zvláštním důrazem na politiku a školství. Byl spolupracovníkem nebo redaktorem řady kalendářů, památníků, deníků a časopisů. Přispíval do Ottova slovníku naučného. Přes třicet let vydával právnické, parlamentní a lékařské almanachy. V jeho díle se projevoval široký kulturní rozhled, který získal studiem a cestami v zahraničí i blízkými kontakty s vídeňskou politickou scénou. Jeho pozdním monografiím o Riegrovi, Mattušovi a Eimovi ale bylo vytýkáno nedostatečné kritické zpracování informací.
Byl autorem např. těchto prací:
- Almanach sněmu království Českého : (1895-1901) ; s životopisy a podobiznami poslanců (1896)
- Almanach sněmu markrabství moravského : 1896-1902 : s podobiznami a životopisy poslanců (1900)
- Paříž a její půvaby : cestovní dojmy (1900)
- Almanach říšské rady : (1901-1906) (1901)
- Almanach sněmu vévodství slezského 1896-1902 : s životopisy poslanců (1903)
- Almanach českých právníků (1904)
- Almanach českého národa (1911)
- Almanach českých lékařů : s podobiznami a 1000 životopisy (1913)
- Abrahamoviny vynikajícího pracovníka na Moravě (1914), k 50. narozeninám Ondřeje Přikryla
- Božena Němcová a čeští lékaři (1914), podle studie Václava Tilleho, viz též Božena Němcová
- Čeští lékaři v Americe (1914)
- Lázně Mšené u Budyně n. Ohří (1914), viz Mšené-lázně
- Dějiny Kondrace pod Blaníkem (1915)
- Dějiny kovářů na panství Vlašimském (1915)
- MUDr. Josef Podlipský, první redaktor "Časopisu lékařů českých" (1916), viz Josef Podlipský
- Albertovo rodiště : Lázeň, zdravotnictví a špitál v Žamberku (1917; viz Žamberk a Eduard Albert)
- Proroctví, písně a básně o Blaníku (1918)
- Almanach Národního shromáždění (1919)
- Kalendář československé republiky 1919 (1919)
- Gustav Eim, genialní publicista a vynikající politik (1923)
- Adresář soudců v Čs. republice r. 1924 (1924)
- Český cestovatel v Africe MUDr. Emil Holub : K čtvrtstoletému výročí jeho úmrtí a osmdesátým narozeninám (1928)
- JUDr. Karel Mattuš, vynikající státník a kulturní pracovník (1929)
- Almanach československých právníků : životopisný slovník čs. právníků, kteří působili v umění, vědě, krásném písemnictví a politice od Karla IV. počínaje až na naše doby (1930)

## Rodina
Z rodiny Navrátilových v Kondraci pocházelo několik významných osobností, např. virtuos Jan Navrátil, literárně činný kněz Karel Navrátil, Anna Vlčková – manželka redaktora Osvěty Václava Vlčka, herečka Ludmila Matějovská a malířka Božena Matějovská. Jeho strýcem byl kněz Antonín Norbert Vlasák.